# 涅门托夫斯基喹啉合成
Niementowski喹啉合成（Niementowski quinoline synthesis）
邻氨基苯甲酸与醛酮反应生成γ-羟基喹啉衍生物。
反应综述：